# Лівська кухня

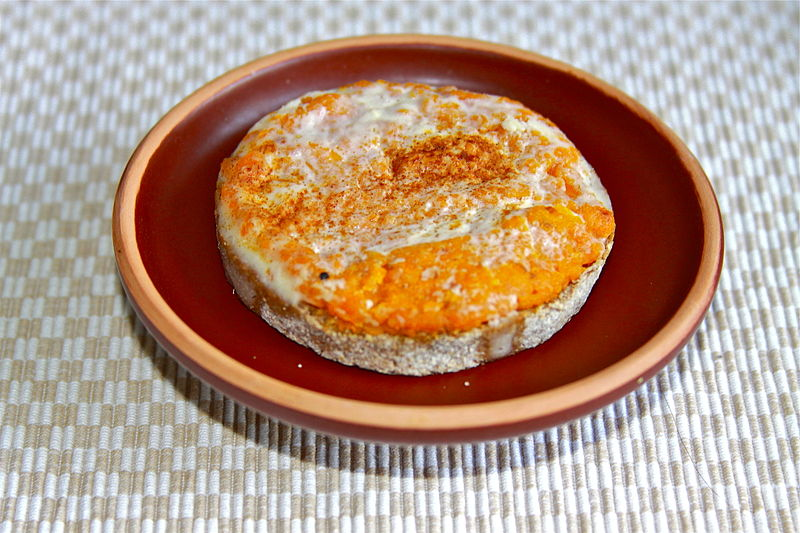
Скландраусіс

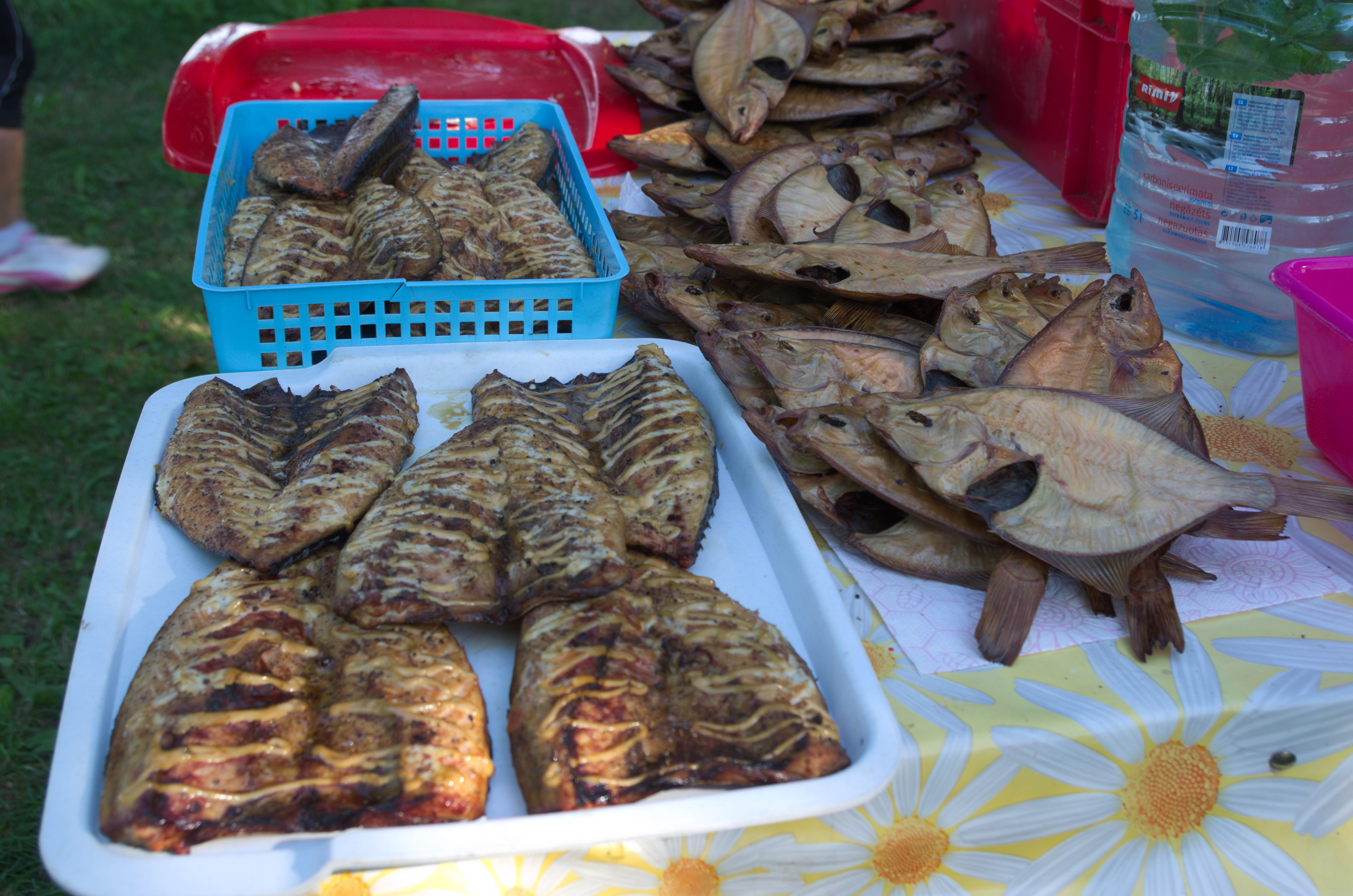
Скумбрія та камбала гарячого копчення

Лівська кухня (лів. līvõd kēk) — традиції приготування їжі та національних страв лівів.

## Опис
Традиційне меню лівів складалося з місцевих продуктів. Сільськогосподарські землі були мізерними, тому врожаї зерна та картоплі були низькими. Ліви поповнювали запаси сільськогосподарських продуктів у місцевих фермерів, обмінюючи їх на рибу. Основу раціону лівів становили злаки — хліб і рідка або густа каша. Хліб пекли з різного борошна, але щодня їли житній ферментований хліб. До свята також пекли різні коржі з житнього борошна. Особливою популярністю користувалися скландраусіси з прісного житнього тіста, які пекли на Різдво та весілля. З 2013 року скландраусіс був визнаний на рівні Європейського Союзу як продукт з гарантованими традиційними складовими і внесений до Європейського реєстру продуктів з гарантованими традиційними особливостями.
Лівські фермери тримали мало корів, які через поганий випас давали мало молока. Для пиття використовували кисле молоко, яке також використовували для отримання вершків, а потім масла. Сир робили нечасто і мало, тому що зайвого кислого молока практично не було. З цієї причини сир також був вкрай рідкісним явищем. Найпоширенішими молочними продуктами та напоями були кислі каші (ферментована ячмінна крупа, приготована на воді з молоком або з кислим молоком).
Так як худоби було мало, то і м'яса, і м'ясних страв було мало. Під час забою з м'яса готували супи, холодне м'ясо та деякі ковбаси. Більшу частину м'яса заготовлювали про запас, солили та сушили. Для лівської кухні також було характерно додавання м'яса до рибних страв (наприклад, обливання смаженим свинячим салом), щоб надати їм смак м'яса.
Картопля давала хороший врожай в піщаному ґрунті морського узбережжя, в другій половині XIX століття вона ставала все більш популярною у лівів. Ліви з картоплі робили відварну кашу, запікали коржі та робили вареники. Картоплю варили в основному цілою. У будинках лівів готували також різні супи — м'ясні, рибні, горохові, квасолеві, капустяні тощо. Якщо суп був м'ясним, то молоко не додавали. Якщо м'яса не було, то в майже готовий суп додавали молоко. Рибний суп готували з молоком або без нього.
Риба відігравала важливу роль в дієті лівів. Її запікали (на рожні над вугільним вогнищем або в духовці), коптили (гаряче та холодне копчення), солили.